# 京維集團
京維集團有限公司(股票代号:1195.HK)始建于1990年代，2000年9月29日正式注册成立，2001年5月17日在香港交易所創業板上市，當時以8115.HK代碼也就是華翔微電子上市。2003年1月20日轉到香港主板上市。其主营業務生產電路板產品，其中深圳比重最大。但由于长期亏损，在许月悦辞任公司董事局主席之后，更名为京维集团有限公司，安永会计师事务所为其最大核数师。

## 施明义收购华翔微电子
2009年11月25日，华翔微电子(01195.HK)发布公告称，公司控股股东林万强已经按照每股0.18港元的价格，将其持有的约2.3亿股公司股份全部配售给朝联集团，该部分股权转让已于11月23日完成。此次收购方朝联集团的实际控制人施明义的主营业务为在温州从事房地产开发，同时也投资证券市场。

## 许月悦辞任署任主席
2011年12月30日，京维集团发布公告称，许月悦因个人理辞任公司署任主席及薪酬委员会主席，但仍继续担任公司执行董事及薪酬委员会成员。2016年1月15日，穆东升获委任为京维集团有限公司执行董事、董事会主席兼提名委员会主席。